# Metophthalmus haigi
Metophthalmus haigi es una especie de coleóptero de la familia Latridiidae.

## Distribución geográfica
Habita en California (Estados Unidos).